# Dragomirna, Suceava
Dragomirna (germană Dragomirestie) este un sat în comuna Mitocu Dragomirnei din județul Suceava, Bucovina, România.
 Acest articol despre o localitate din județul Suceava este deocamdată un ciot. Puteți ajuta Wikipedia prin completarea lui.